# Vesta-Mormonentulpe
Die Vesta-Mormonentulpe (Calochortus vestae) ist eine Pflanzenart aus der Gattung Mormonentulpen (Calochortus) in der Familie der Liliengewächse (Liliaceae).

## Merkmale
Die Vesta-Mormonentulpe ist eine ausdauernde krautige Pflanze, die Wuchshöhen von 30 bis 50 Zentimeter erreicht. Dieser Geophyt bildet Zwiebeln als Überdauerungsorgane. Die Nektardrüsen sind wie zwei Mondsicheln geformt. Die Perigonblätter sind 3 bis 4 Zentimeter lang, weiß bis purpurn gefärbt und haben einen rotbraunen Basalfleck, der von einer blassgelben Zone umgeben ist.
Die Blütezeit reicht von Juni bis Juli.

## Vorkommen
Die Vesta-Mormonentulpe kommt in Nordwest- und Zentral-Kalifornien in immergrünen Kiefern- und Mischwäldern auf Ton in Höhenlagen von 500 bis 900 Meter vor.

## Belege
- Eckehart J. Jäger, Friedrich Ebel, Peter Hanelt, Gerd K. Müller (Hrsg.): Rothmaler Exkursionsflora von Deutschland. Band 5: Krautige Zier- und Nutzpflanzen. Spektrum Akademischer Verlag, Berlin/Heidelberg 2008, ISBN 978-3-8274-0918-8.